# 東京都道475号永代葛西橋線

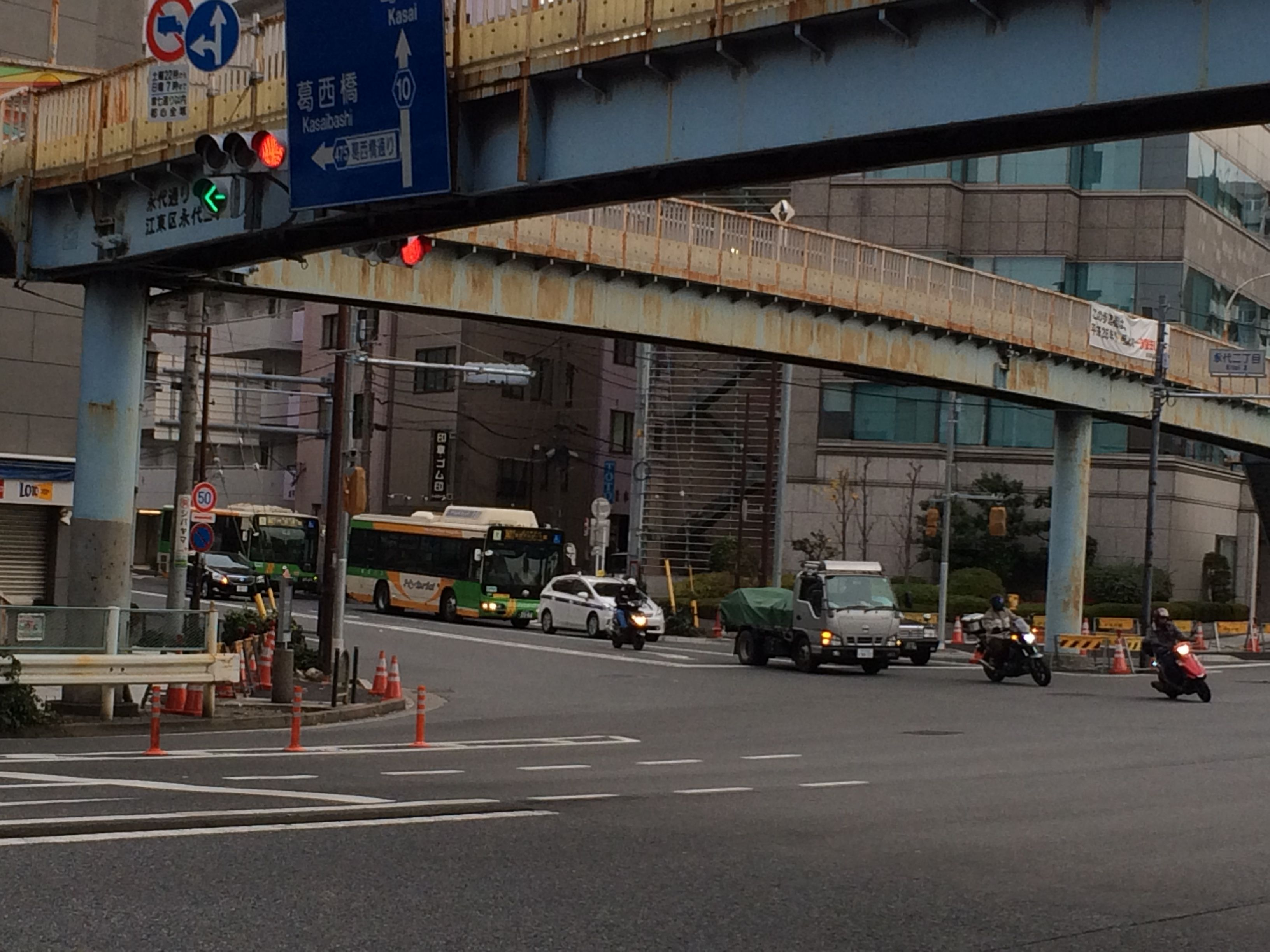
葛西橋通りが永代通りから分岐する永代二丁目交差点

東京都道475号永代葛西橋線（とうきょうとどう475ごう えいたいかさいばしせん）は、東京都江東区と江戸川区を結ぶ特例都道。延長4265m。通称・葛西橋通り。荒川、中川を葛西橋で渡る。

## 起点・終点
- 起点：東京都江東区永代二丁目（永代通り交点、永代二丁目交差点）
- 終点：東京都江戸川区西葛西三丁目（船堀街道交点、葛西橋東詰交差点）

## 支線の起点・終点
隅田川大橋を通る。
- 起点：東京都江東区福住一丁目（首都高速9号深川線下交差点）
- 終点：東京都中央区日本橋箱崎町（箱崎ジャンクション下交差点）

## 通過する自治体
- 東京都
  - 江東区
  - 江戸川区

## 重複する主な道路
- 東京都道10号東京浦安線（南砂4丁目 - 葛西橋東詰）

## 接続する主な道路
- 永代通り
- 清澄通り
- 三ツ目通り
- 四ツ目通り
- 明治通り
- 丸八通り
- 船堀街道
- 東京都道10号東京浦安線